# جيمس موريسون هاريس
جيمس موريسون هاريس (بالإنجليزية: James Morrison Harris)‏ هو محامي وسياسي أمريكي، ولد في 20 نوفمبر 1817 ببالتيمور في الولايات المتحدة، وتوفي بنفس المكان في 16 يوليو 1898. انتخب عضو مجلس النواب الأمريكي.